# Zoo di Londra
Lo zoo di Londra è uno dei più antichi zoo scientifici del mondo. Fu inaugurato nella città di Londra il 27 aprile 1828 e la sua funzione originaria era quella di ospitare animali a scopo scientifico. Qualche tempo dopo, nel 1847 si decise di aprire lo zoo al pubblico. Ad oggi lo zoo ospita 755 diverse specie, per un totale di 15.104 animali; queste cifre ne fanno uno dei maggiori parchi faunistici del Regno Unito per bambini.
Il London Zoo, che si trova presso Regent's Park, è amministrato e gestito dalla Zoological Society of London (ZSL). La società, istituita nel 1826, possiede anche un altro zoo, il Whipsnade Zoo, nella contea del Bedfordshire; qui vengono mandati gli animali di grossa taglia, quali elefanti e rinoceronti, che non possono essere mantenuti nello zoo di Londra. Presso lo zoo di Londra sono presenti anche la più antica casa dei rettili (1849), il più antico acquario (1853) e il più antico zoo per bambini (1938).
Lo zoo non riceve aiuti economici dallo Stato e si mantiene con le entrate dei visitatori e la pubblicità.
Gli animali sono trattati e tutelati in ogni circostanza.

## Storia

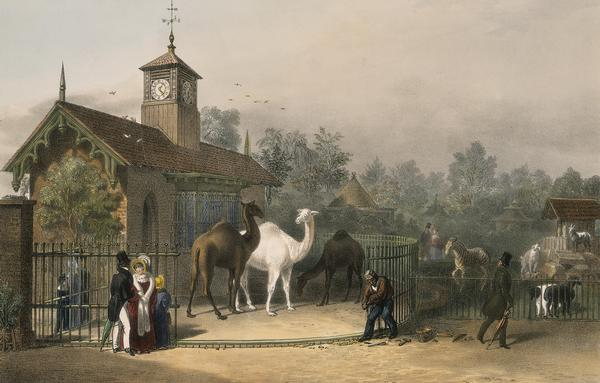
Stampa a colori del 1835 raffigurante la casa dei cammelli

Lo Zoo di Londra fu istituito da Sir Stamford Raffles nel 1826. Raffles, che aveva viaggiato soprattutto in Asia, riuscì ad ottenere un terreno per la costruzione dello zoo, ma morì l'anno seguente per un ictus. Alla sua morte il terzo marchese di Lansdowne si fece carico del progetto e organizzò la costruzione delle prime strutture per accogliere gli animali. Nell'aprile 1828 lo zoo aprì ai membri della Zoological Society of London; gli animali presenti all'epoca erano orici d'Arabia, cudù maggiori, oranghi e specie ora estinte, come il quagga e il tilacino. Nel 1829 re Giorgio IV emanò un Regio decreto legge in favore della Società e nel 1847 lo zoo aprì al pubblico.
Quando Peter Chalmers Mitchell divenne segretario della Società, si decise di chiudere e allevare gli animali in apposite strutture, poiché si pensava che gli animali esotici non potessero riuscire a vivere all'aperto nel rigido clima di Londra. Mitchell organizzò meglio le strutture dove vivevano gli animali e con il tempo ci si accorse che numerose specie riuscivano ad adattarsi completamente e senza problemi
Nel 1961 un orice d'Arabia di nome 'Caroline' venne inviata presso lo zoo di Phoenix, in Arizona, secondo il primo progetto internazionale di riproduzione e allevamento. Oggi lo zoo collabora per la riproduzione di circa 130 specie.

### Rischio di chiusura
Negli anni novanta lo zoo ospitava più di 7.000 animali ed era il più grande della Gran Bretagna; il secondo, il Chester Zoo, arrivava ad ospitarne 3.500. Alcuni animali presenti si potevano vedere in cattività esclusivamente all'interno dello zoo, come il vombato, il diavolo della Tasmania, il potoroo dal naso lungo.
La vastità del lavoro di mantenimento di tanti animali fu una delle cause maggiori della crisi finanziaria attraversata dal London Zoo. Negli anni ottanta sembrava che lo zoo fosse sul punto di chiudere in maniera definitiva, vista anche la sempre minore affluenza di visitatori. Quando, nel 1991, fu annunciato pubblicamente e ufficialmente che lo zoo avrebbe chiuso, i visitatori cominciarono a presentarsi in massa e numerosi privati contribuirono con consistenti donazioni. Il London Zoo continuò così la sua attività, migliorando notevolmente le aree di ristoro e di informazione per il pubblico. Lo zoo è aperto tutti i giorni dalle 9:00 a. m. alle 6:00 p. m.

## Aree e strutture
Lo Zoo di Londra sta attuando un riammodernamento al suo interno, rendendo più agevoli le strutture ricreative per i visitatori e migliorando gli spazi dove vivono gli animali, in modo da ricreare il più possibile un habitat veritiero. Nel 2005 sono state costruite le strutture "African Bird Safari", dedicata agli uccelli africani, e "Meet The Monkeys", dedicata alle scimmie. Nel 2006 sono state inoltre inaugurate "Into Africa" e "Butterfly Paradise", dedicate rispettivamente alle specie africane ed alle farfalle. Durante il periodo di Pasqua 2007 il principe Filippo di Edimburgo, consorte della regina Elisabetta II, ha inaugurato personalmente il "Gorilla Kingdom". Nella primavera del 2008 è stata riaperta la "Bird House", modificata in "Blackburn Pavilion".
| Classe       | Numero di specie | Numero di animali |
| ------------ | ---------------- | ----------------- |
| Mammiferi    | 77               | 310               |
| Uccelli      | 113              | 548               |
| Rettili      | 77               | 309               |
| Anfibi       | 23               | 197               |
| Pesci        | 213              | 5458              |
| Invertebrati | 252              | 8272              |
| Totale       | 755              | 15104             |

### Acquario

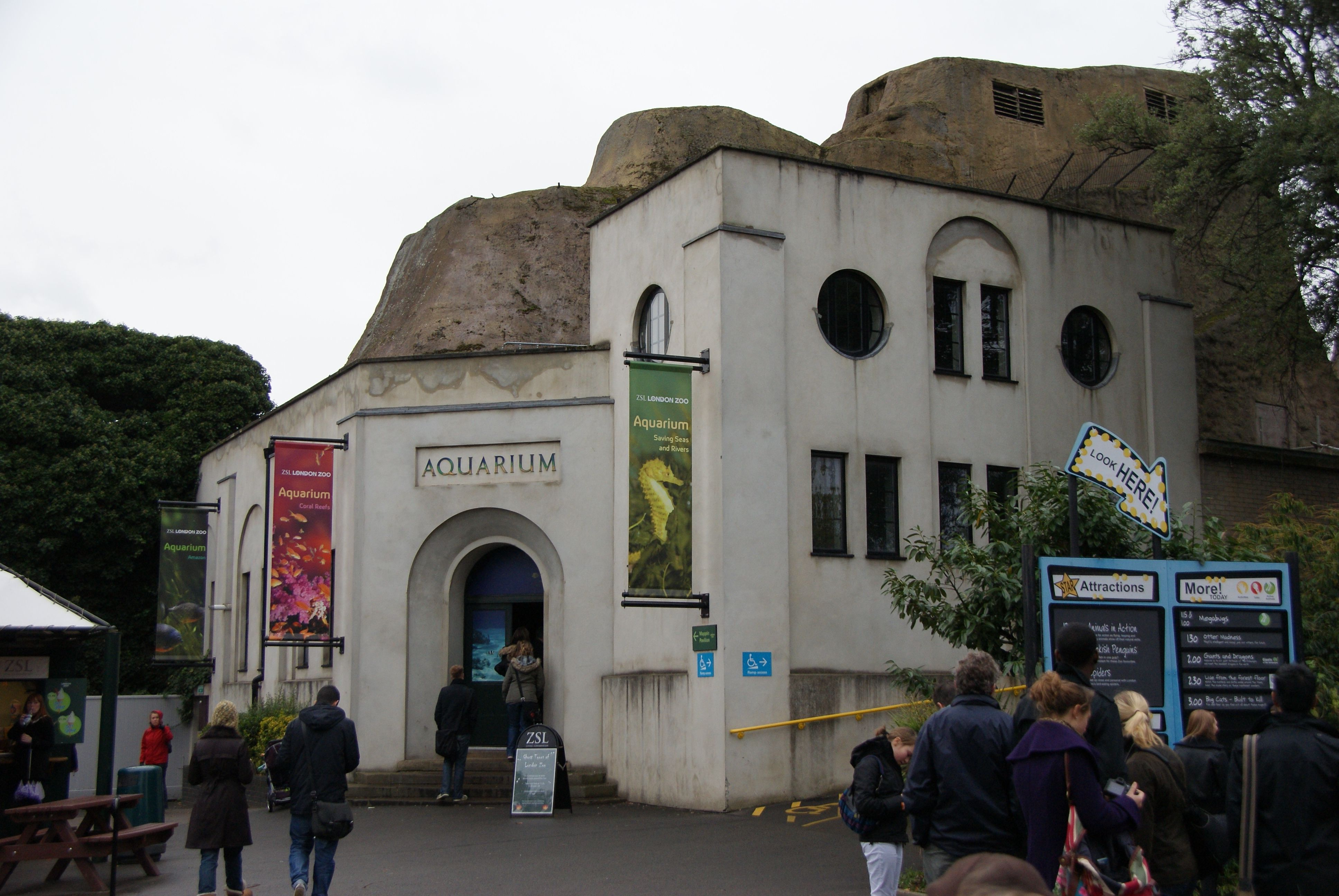
L'acquario prima della sua chiusura nel 2019

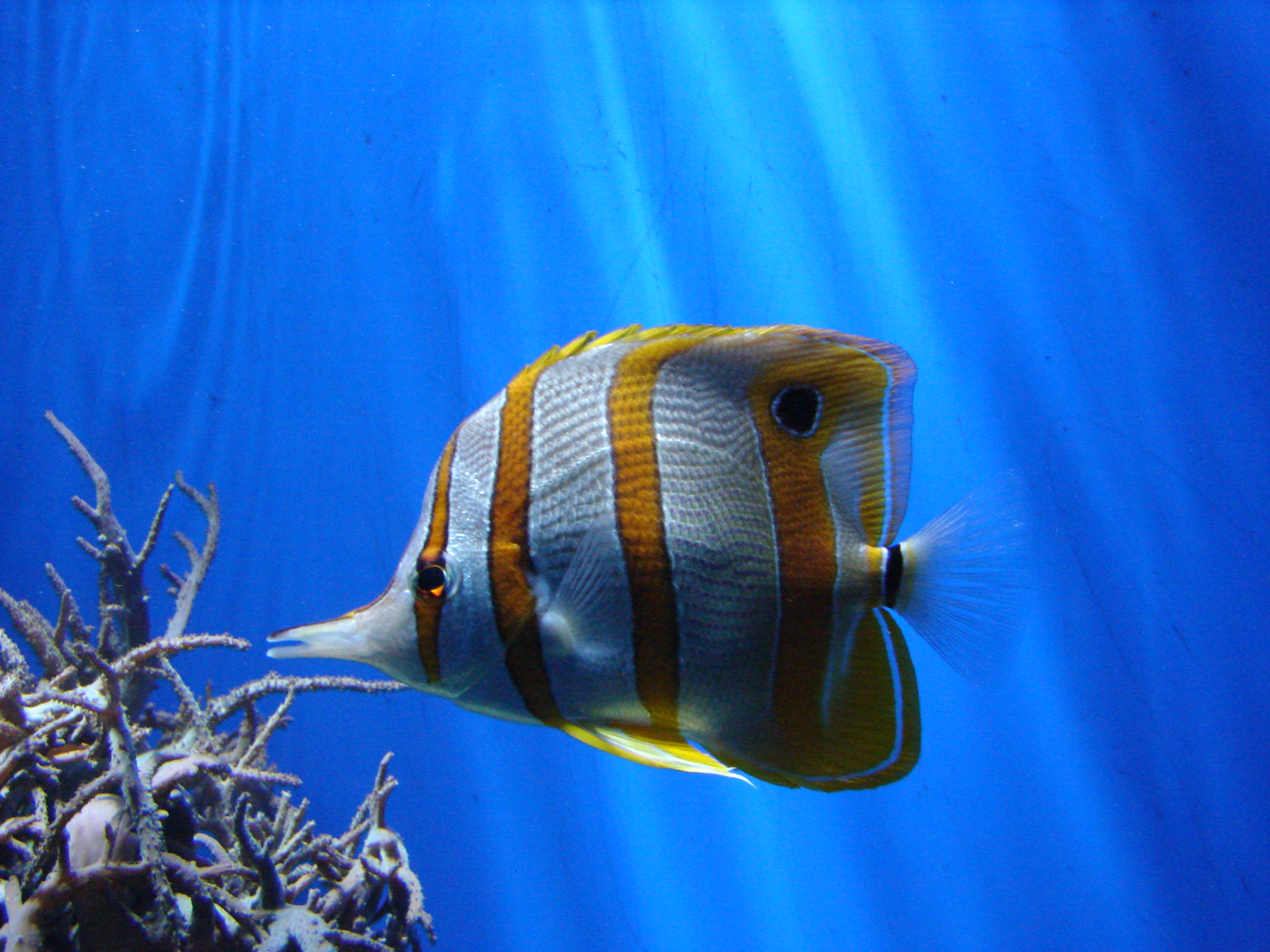
Un pesce farfalla dal rostro nella sala dei coralli

L'acquario dello zoo di Londra rimase aperto dal 1853 al 2019. Il primo acquario dello zoo è stato anche il primo acquario pubblico al mondo, ed è stato creato e rifornito da Philip Henry Gosse, che ha coniato la parola "acquario". L'acquario più recente è stato costruito nel 1921 vicino alle Terrazze dei Mappin ed è stato ufficialmente aperto da re Giorgio V e da sua moglie, Queen Mary, nell'aprile 1924.
L'acquario era diviso in tre sale, ognuna delle quali ospitava diversi tipi di pesci e altri animali acquatici. La prima sala conteneva principalmente specie d'acqua dolce come la scardola e l'anguilla europea, diffusa nel mar Mediterraneo e ad un livello critico per quanto riguarda l'estinzione, nonché alcune specie d'acqua salata coinvolte in vari progetti di conservazione e programmi di riproduzione in cattività, come gorgonie, uaru e cavallucci marini. La seconda sala esponeva varie specie di pesci della barriera corallina provenienti da tutto il mondo, come il pesce pagliaccio, il pesce farfalla dal rostro e i pesci chirurgo, oltre a veri coralli. La terza sala ospitava specie native del Rio delle Amazzoni, tra cui piranha rossi, pesci angelo, arapaima e razze fluviali ocellate. Oltre alle tre sale, l'acquario presentava anche la "Big Fish Tank", che conteneva grandi specie di pesci, perlopiù ex animali domestici che dovevano essere salvati dai loro precedenti proprietari poiché quest'ultimi non avevano le attrezzature adeguate o la possibilità di prendersi cura di loro. Le specie presenti nel Big Fish Tank includono tambaqui, pesci gatto e pirapitinga.
L'acquario chiuse definitivamente i battenti il 22 ottobre 2019; alcuni animali furono spostati in un nuovo acquario allo ZSL Whipsnade Zoo, mentre altri vennero poi ospitati in una nuova mostra di coralli nell'edificio BUGS nel 2020.

### African Bird Safari e Blackburn Pavilion

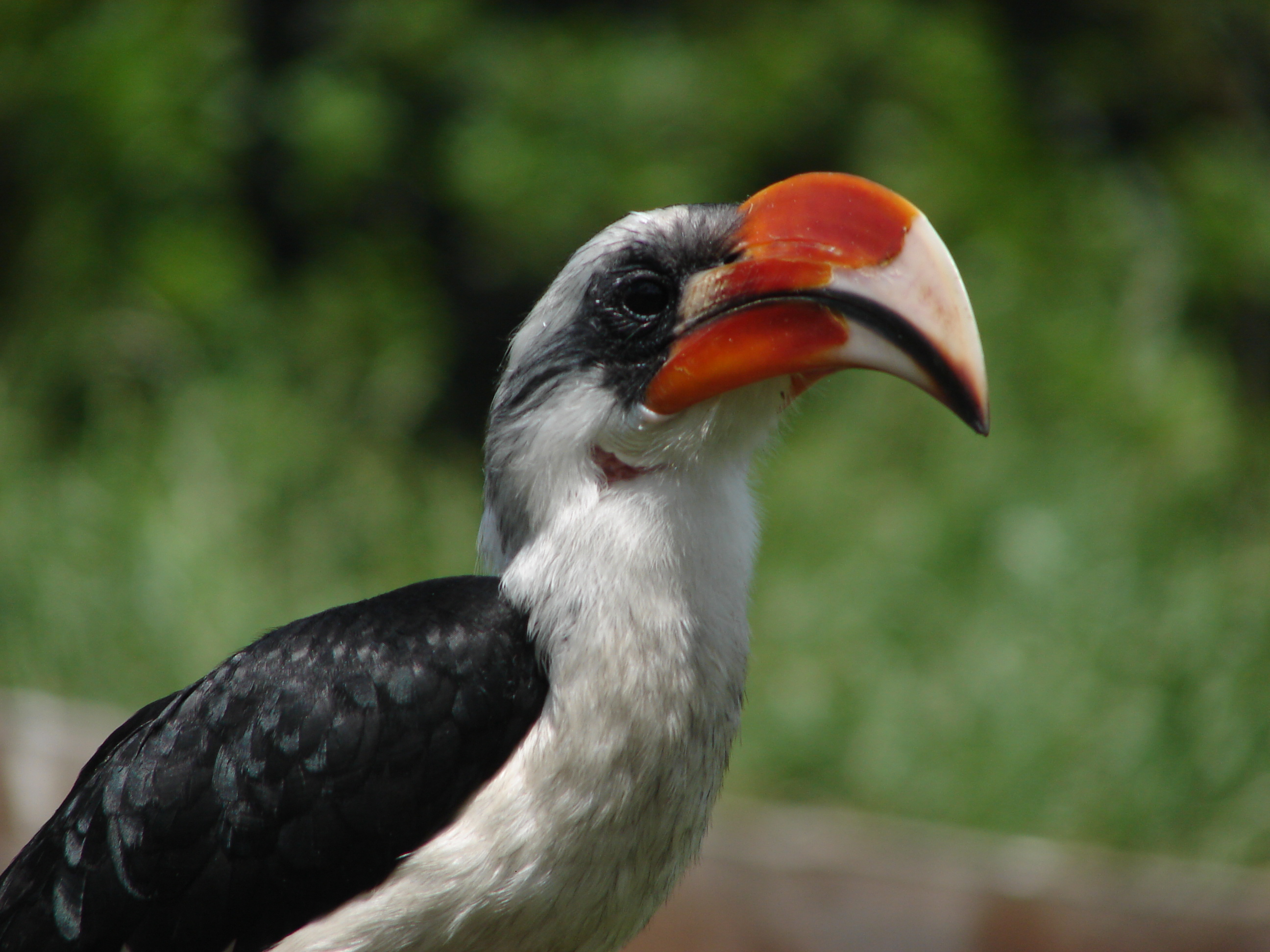
Un esemplare di Tockus deckeni nell'African Bird Safari

L'African Bird Safari è stato aperto nella primavera del 2005. Le sue misure sono di 51 metri di lunghezza per 10 metri di altezza; l'altezza è considerevole poiché all'interno della struttura sorgono numerose piante, tipiche delle regioni da cui provengono gli uccelli. Inoltre, al suo interno è presente un ruscello attraversabile con un ponte.
Tra le specie di maggior interesse ospitate nell'African Bird Safari vi sono l'alzavola di Bernier e l'umbretta, entrambi tipici del Madagascar.
Il Blackburn Pavilion, aperto al pubblico il 21 marzo 2008, sorge all'interno di un'antica costruzione vittoriana del 1883, ora completamente rimodernata, che un tempo veniva usata come rettilario. La struttura ha questo nome in onore della famiglia Blackburn, che contribuì con abbondanti elargizioni per impedire che lo zoo chiudesse negli anni '90.
All'interno del Blackburn Pavilion è stato ricreato un ambiente pluviale, tipico delle regioni del centro e sud America. La struttura ospita circa 50 differenti specie di uccelli, fra cui tucani, daceli, inseparabili e colibrì.
Sono inoltre ospitati animali appartenenti a specie a forte rischio di estinzione o addirittura già estinte in natura, tra cui lo Zenaida graysoni, endemico delle isole Revillagigedo.

### Clore Rainforest Lookout e Gorilla Kingdom

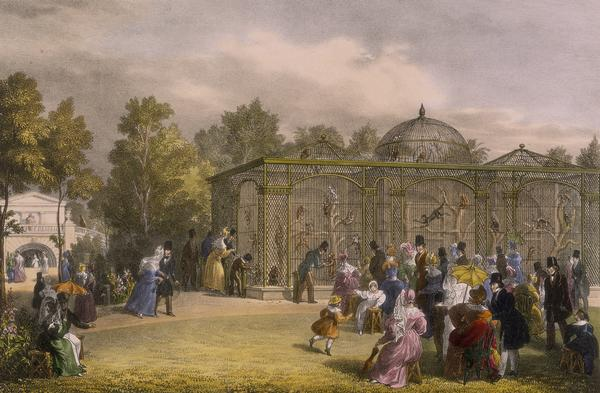
La gabbia delle scimmie del London Zoo in una stampa a colori del 1835

Il Clore Rainforest Lookout è stato inaugurato alla presenza del duca di Edimburgo il 29 marzo 2007 ed è stato aperto al pubblico un giorno dopo, il 30 marzo. La struttura rimpiazza il Charles Clore Pavilion for Mammals, esistente dal 1967.
All'interno del Clore Rainforest Lookout è stato ricreato un ambiente forestale tipico del Sud America. Le specie ospitate sono varie, ma soprattutto scimmie: bradipi bidattili, aguti, uistitì argentati, leontocebi dalla testa dorata, tamarini di Goeldi, uistitì di Geoffroy, potti, lori lento, lori gracile, tamarini imperatori, apalemuri del lago Alotra.
Il Gorilla Kingdom, inaugurato, come il Clore Rainforest Lookout, il 29 marzo 2007 dal principe Filippo di Edimburgo, è una grande spazio di 6.000 metri quadri; per costruirlo sono stati impiegati diciotto mesi e sono stati investiti oltre cinque milioni di sterline.
Gli animali ospitati all'interno di questa struttura, che si divide fra spazi aperti e chiusi, sono prevalentemente scimmie. Il progetto è stato realizzato infatti prima di tutto per tre esemplari di gorilla di pianura occidentale, specie ad elevato rischio di estinzione, originari dell'Africa centrale. I gorilla provengono dal Chessington World of Adventures di Londra, parco divertimenti che ospita anche alcuni animali.
Accanto ai gorilla sono presenti coppie di colobus e di diversi cercopitecidi; nello stesso ambiente vi sono anche varanidi e cercopitechi diana.
Il Gorilla Kingdom è stato realizzato in collaborazione con un progetto della Zoological Society of London in Gabon. Le specie vegetali che crescono nella struttura sono alimenti naturali per i gorilla, così come le piante, che richiamano il loro habitat naturale.

### Altre strutture
Il London Zoo è dotato di diversi altri spazi di conservazione di animali.
- "B.U.G.S"(Biodiversity Underpinning Global Survival), "Sopravvivenza Globale di Sostegno alla Biodiversità", che ospita invertebrati, fra cui varie specie esotiche di formiche, tarantole, scarafaggi; sono presenti anche alcuni formichieri.
- "Butterfly Paradise", che include numerose specie di farfalle provenienti dalle Americhe e dall'Africa.
- "Into Africa", che permette di osservare le specie più comuni e conosciute di animali africani, come zebre e giraffe, sino a specie meno note, come il licaone, il facocero, il potamochero e l'okapi.
- "Komodo Dragons", inaugurato da Sir David Attenborough nel 2004, accoglie varani di Komodo.
- "Mappin Terraces", aperto nel 1913, diede al pubblico l'opportunità di vedere per la prima volta specie artiche. Oggi invece ospita specie australiane, come il wallaby e l'emu.
- "Meet The Monkeys", che ricrea la foresta boliviana ed ospita il saimiri boliviano.

## Animali principali

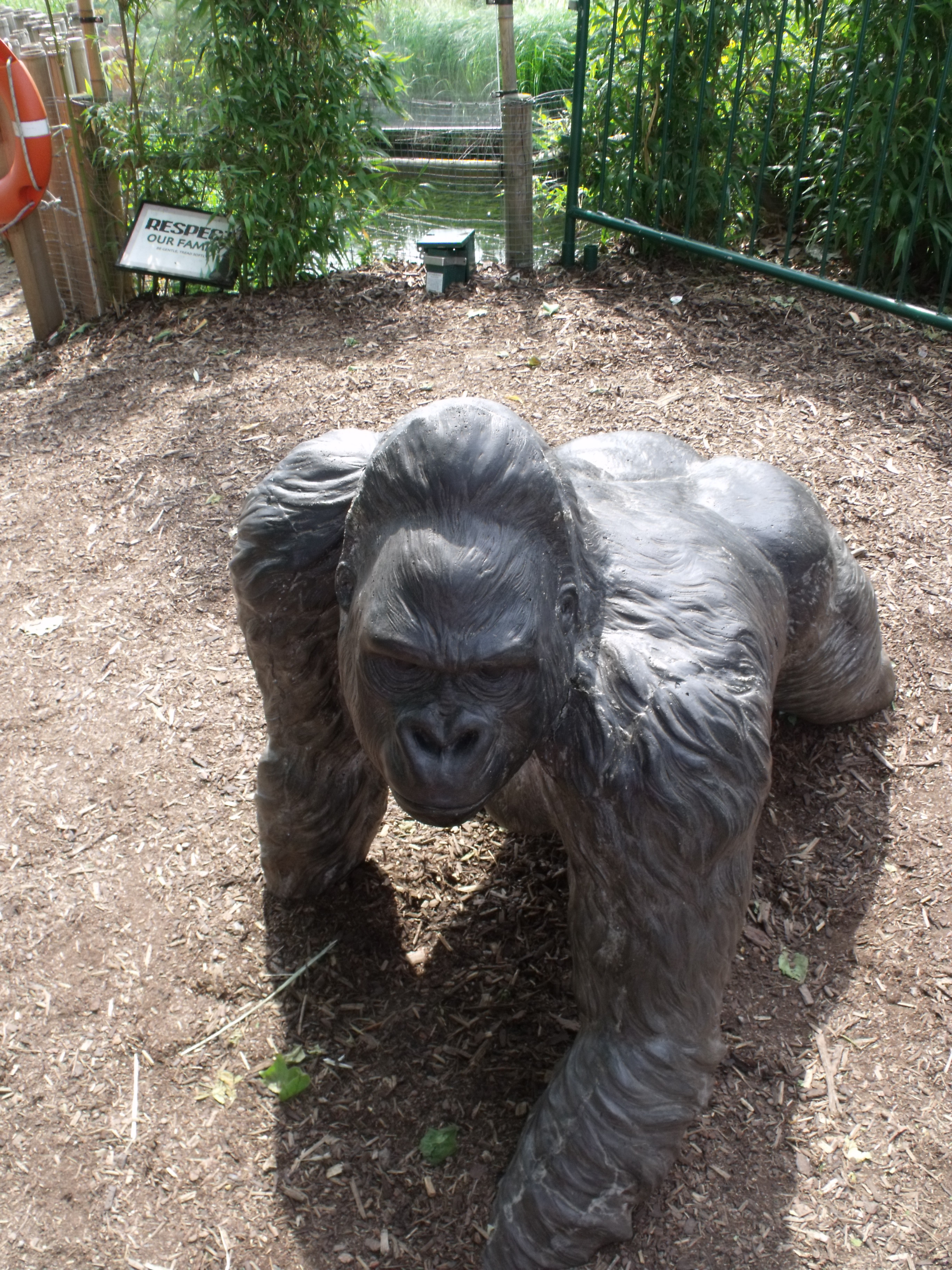
Statua di gorilla: all'interno dello zoo vi sono numerose statue a grandezza naturale di animali

### Land of the Lions
Land of the Lions è l'area dedicata ai leoni asiatici dello zoo di Londra. L'habitat dei leoni è di 2.500 metri quadrati ed è progettato per assomigliare ad una cittadina ai limiti del Gir Forest National Park, in India, destinato a dimostrare come l'habitat naturale del leone si sovrapponga con gli ambienti urbani locali. In quest'area sono esposti anche langur di Hanuman, manguste nane comuni e avvoltoi di Rüppell.

### Tiger Territory
Tiger Territory è l'area dedicata alle tigri di Sumatra dello zoo, progettato dall'architetto Michael Kozdon e inaugurato ufficialmente dal Duca di Edimburgo, nel marzo 2013. L'8 febbraio 2019, Asim, un maschio arrivato dalla Danimarca nel gennaio 2019, uccise la femmina dello zoo, Melati di 10 anni. Il precedente compagno di Melati, Jae-Jae, era stato trasferito in Francia il mese precedente. Prima del suo trasferimento, Jae-Jae e Melati avevano avuto due cuccioli nati nel giugno 2016; una femmina di nome Karis e un maschio di nome Achille. La coppia aveva avuto tre cuccioli già nel febbraio 2014: due maschi chiamati Budi e Nakal e una femmina chiamata Cinta. L'habitat è di 2.500 metri quadrati (27.000 piedi quadrati), contiene al suo interno dell'autentica vegetazione indonesiana, ed è sovrastata da una copertura in rete di cavi d'acciaio da 3 millimetri, sostenuta da quattro pali metallici. Lo zoo attualmente possiede cinque tigri, il maschio Asim, una femmina di nome Gaysha e i loro due cuccioli nati nel giugno 2022, di nome Zac e Crispin. 

### Il Padiglione Casson
Il Padiglione Casson è uno degli edifici classificati di Grado II dello zoo ed è stato progettato dall'architetto Sir Hugh Casson tra il 1962 e il 1965. Originariamente era stato costruito per ospitare rinoceronti ed elefanti, ma da quando gli animali sono stati trasferiti allo zoo di Whipsnade nel 2001 dopo aver ucciso un custode, l'edificio ha ospitato cammelli e istrici, e ad un certo punto faceva parte del Tiger Territory quando ospitava cinghiali barbuti e tapiri malesi. Ora l'edificio è una propria mostra nota come The Cassons e ospita una famiglia di potamocheri e un babirussa.

### Gorilla Kingdom
Inaugurato dal Duca di Edimburgo nel marzo 2007, il Gorilla Kingdom ospita un gruppo di gorilla di pianura occidentale ed è costituito da un'isola circondata da un fossato, con un'area al coperto per i gorilla. Lo zoo di Londra attualmente possiede quattro gorilla: due femmine adulte di nome Mjuuku ed Effie, una giovane femmina di nome Alika (figlia di Mjuuku e dell'ex-silverback Kumbuka), nata a dicembre 2014, e un giovane maschio, nato a novembre 2015, di nome Gernot. Il Gorilla Kingdom è composto anche da habitat più piccoli che ospitano altri primati, come cercocebi mori, macachi neri crestati e cercopitechi diana.

### Into Africa
Into Africa è un'area a tema africano aperta nell'aprile 2006. Gli animali ospitati in quest'area includono zebre di Chapman, facoceri, okapi, giraffe di Rothschild, ippopotami pigmei, licaoni e una zebra di Burchell. Il recinto delle giraffe presenta una piattaforma rialzata per dare al pubblico la possibilità di arrivare faccia a faccia con le giraffe. La Giraffe House, costruita nel 1837, è l'edificio zoologico più antico al mondo ad essere ancora utilizzato per il suo scopo originale.

### Rainforest Life
Rainforest Life è una grande serra che ospita diverse specie di animali delle foreste pluviali sudamericane. La struttura è composta da due piani che circondano una ricostruzione di una foresta pluviale in cui gli animali vivono in semi-libertà. L'area ospita bradipi didattili, tamarini leonini dorati, tamarini imperatore, callicebi rossi, scimmie ragno dalla faccia rossa, armadilli villosi maggiore, uistitì di Geoffrey, tamarini edipo, uistitì di Goeldi, tamandua meridionali e volpi volanti di Rodrigues.
Il 13 dicembre 2019 è nata una piccola tamandua di nome Star.
- Bradipo didattilo
- Tamarino leone dorato
- Tamarino imperatore
- Callicebo rosso
- Scimmie ragno dalla faccia rossa
- Uistitì di Geoffrey
- Tamarini edipo
- Tamarino di Goeldi
- Tamandua meridionale
- Volpe volante di Rodrigues
- Scoiattolo striato di Swinhoe
- Mangusta grigia striata
- Armadillo villoso maggiore
- Testuggine dai piedi rossi
- Hocco dall'elmo
- Iguana verde
- Piranha

#### Nightlife
Nightlife è la seconda area di Rainforest Life e si trova sotto l'edificio. Si tratta di una area buia che ospita animali notturni come galagoni sudafricani, pipistrelli dalla coda corta di Seba, lori gracili, potto, ratti d'acqua, ratti giganti malgasci e pesci ciechi delle caverne.
- Galagone sudafricano
- Talpa glabra
- Ratto d'acqua comune
- Potto
- Ratto gigante malgascio
- Pesce cieco delle caverne
- Pipistrello codacorta di Seba
- Lori gracile

### Outback
Outback è un'area a tema australiano che ospita gruppi di emù, wallaby di Bennett e canguri rossi. Originariamente, quest'area era nota come "Le Terrazze dei Mappin", aperte al pubblico nel 1913, all'epoca costituite da una scogliera rocciosa artificiale creata con blocchi di cemento per l'arricchimento degli animali. L'area ospitò una moltitudine di specie diverse, tra cui orsi, pinguini, pecore, capre e cinghiali, prima di venire convertita al tema australiano odierno.
- Emù
- Wallaby di Bennet
- Canguro rosso

### Animal Adventure
Animal Adventure (precedentemente noto come Ambika Paul Children's Zoo) è un'area inaugurata nel 2009, destinata principalmente ai bambini, con parchi giochi e una fontana. Molti degli animali all'interno di quest'area sono animali domestici o da cortile, come pecore, asini, lama, alpaca, capre e furetti, oltre ad alcune razze rare come polli silkie, conigli rex e maialini kunekune. Le specie esotiche in mostra includono manguste gialle, istrici crestati, oritteropi, cani della prateria, coati rossi e uno dei due gruppi di suricati dello zoo (l'altro gruppo vive in un habitat vicino all'edificio della Rainforest Life). Il recinto dei suricati è dotato di un tunnel attraverso il quale i bambini possono strisciare fino a raggiungere una piccola cupola trasparente che consente loro di trovarsi direttamente all'interno del recinto, arrivando faccia a faccia con questi animali.
Il 23 dicembre 2017, verso le ore 6:00, un grande incendio scoppiò proprio in quest'area. L'incendio venne infine domato alle 9:30 del mattino dopo essersi diffuso nel bar e nel negozio dell'area, tre quarti del quale si stima siano stati gravemente danneggiati. Purtroppo si sono contate perdite anche sul fronte animale: un oritteropo di nove anni di nome Misha è morto e quattro suricati sono scomparsi e presumibilmente morti. Dopo il fatto, lo zoo ha riaperto la vigilia di Natale.
- Lama
- Alpaca
- Asino
- Pecora
- Capra
- Coniglio
- Moroseta
- Kunekune
- Manguste gialle
- Coati rosso
- Oritteropo
- Istrice crestata
- Cane delle praterie dalla coda nera
- Suricato
- Parrocchetto delle tane
- Fagiano di Edwards
- Inseparabili

### Rettilario

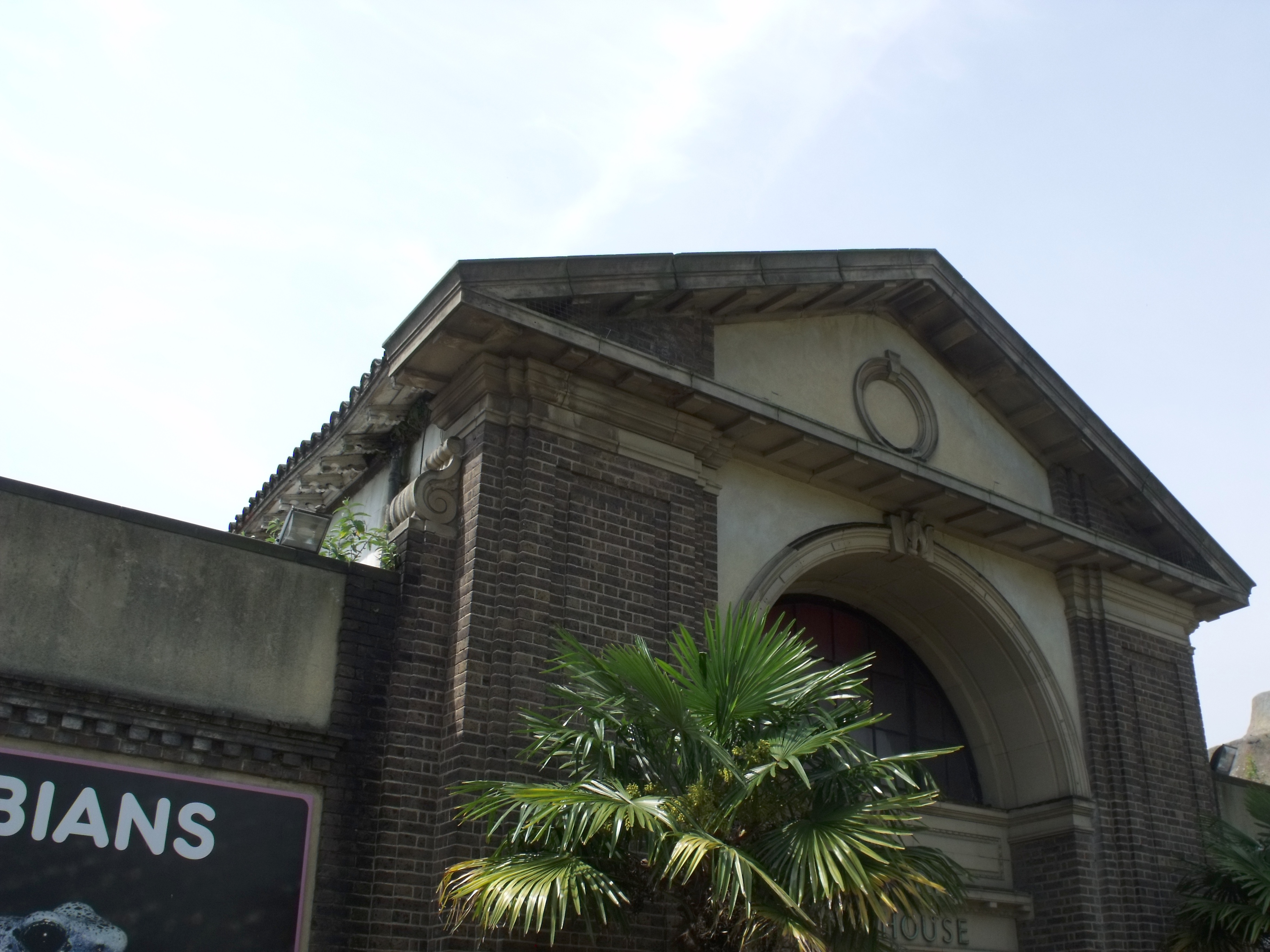
L'entrata dello storico rettilario dello zoo di Londra

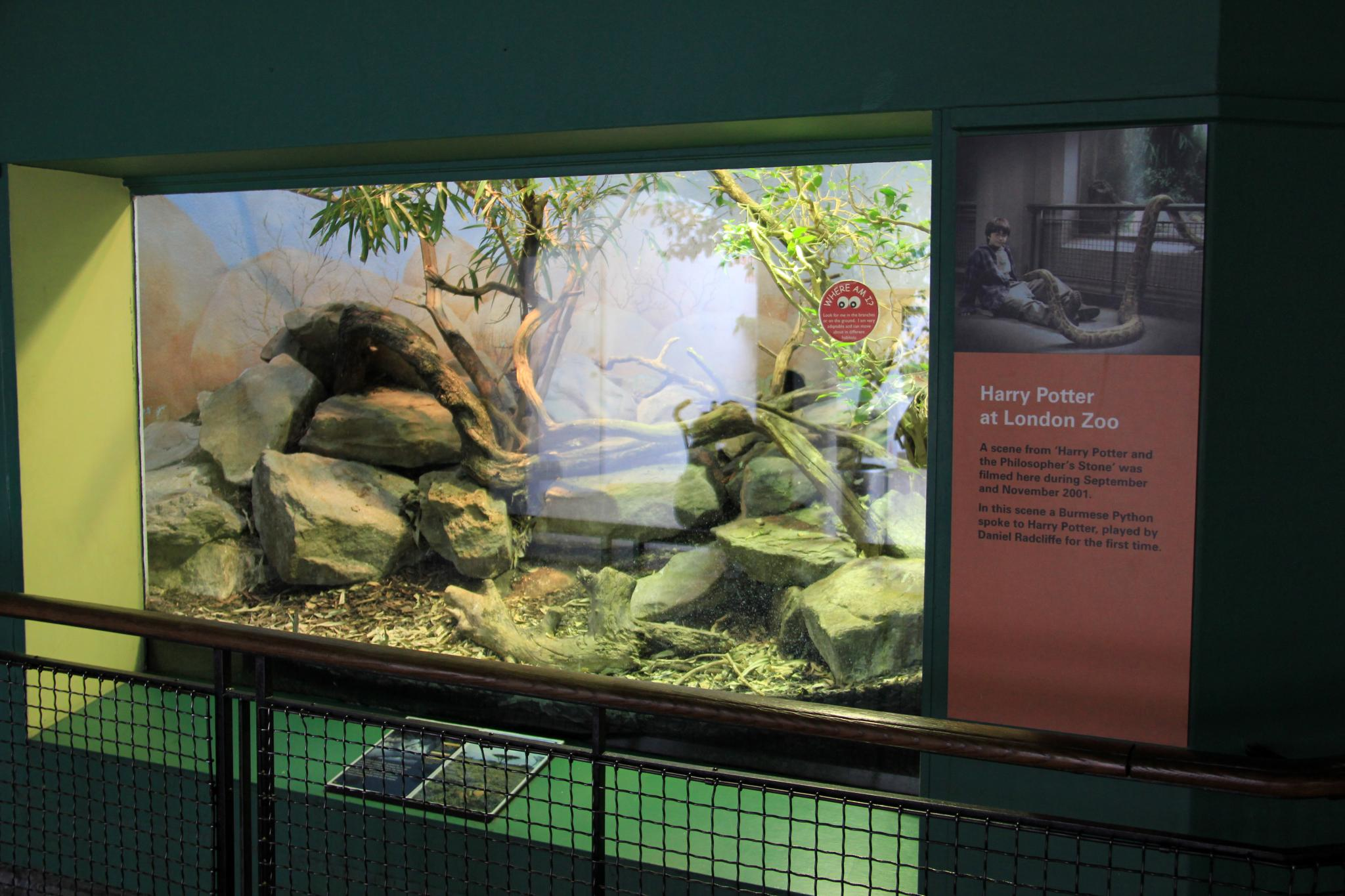
Uno dei terrari all'interno del rettilario, resa celebre da una scena presente nel primo film della saga di Harry Potter

Uno degli edifici più famosi dello zoo di Londra è il suo storico rettilario. La Reptile House venne inaugurata nel 1927, progettata da Joan Beauchamp Procter e Sir Edward Guy Dawber. La struttura è a forma di ovale ed è formata da un largo corridoio con terrari su entrambi i lati. La struttura ospita diverse specie di rettili, tra cui boa della Giamaica, coccodrilli filippini, crotali adamantino occidentale, tartarughe palustri del Vietnam, iguane fasciate delle Fiji, lucertole caimano settentrionali, vipere soffianti, cobra reali, gechi tokay, boa arboricoli smeraldini e camaleonti velati. Nel dicembre 2012, una nuova sezione dedicata agli anfibi è stata ristrutturata e aperta al pubblico, ospitando anfibi come salamandre giganti cinesi, axolotl, cecillie e vari tipi di rane freccia.
- Mamba nero
- Colubro coda rossa
- Taipan
- Eloderma orrido
- Tritone sardo
- Alite ostetrico
- Vipera soffiante
- Rana dagli artigli del lago Oku
- Rana toro africana
- Egernia cunninghami
- Rana muschio
- Crotalo ceraste
- Crotalo adamantino occidentale
- Vipera rinoceronte
- Dendrobate tinteggiata
- Geco di Trinidad
- Pitone tappeto
- Apode acquatico
- Axolotl
- Dipno australiano
- Pitone verde
- Varano arboricolo verde
- Tartaruga greca
- Boa della Giamaica
- Lucertola caimano settentrionale
- Iguana fasciata delle Fiji
- Tartaruga collo di serpente di Roti
- Coccodrillo delle Filippine
- Lucertola vetro
- Pitone di Boelen
- Lucertola coccodrillo cinese
- Rana volante
- Serpente delle mangrovie
- Anaconda verde
- Lucertola arboricola dal collare
- Iguana dalla coda spinosa di Utila
- Varano arboricolo a macchie azzurre
- Colubro rinoceronte
- Pitone dalla testa nera
- Tartaruga egiziana
- Boa di Dumeril
- Tartaruga foglia di Annam
- Geco tokay
- Boa arboricolo smeraldino
- Camaleonte velato
- Cobra reale

### Giants of the Galápagos
Giants of the Galápagos venne inaugurata nel 2009, in coincidenza con il duecentesimo compleanno di Charles Darwin. Questo habitat ospita tre femmine di tartarughe giganti delle Galapagos chiamate Dolly, Polly e Priscilla. Il loro habitat comprende un'area al coperto, con un laghetto e pavimento riscaldato, mentre l'area esterna è stata progettata per imitare l'ambiente naturale di queste tartarughe e dispone di due laghetti riscaldati, uno dei quali è una pozza di fango naturale.
- Tartaruga gigante delle Galapagos

### The Attenborough Komodo Dragon House

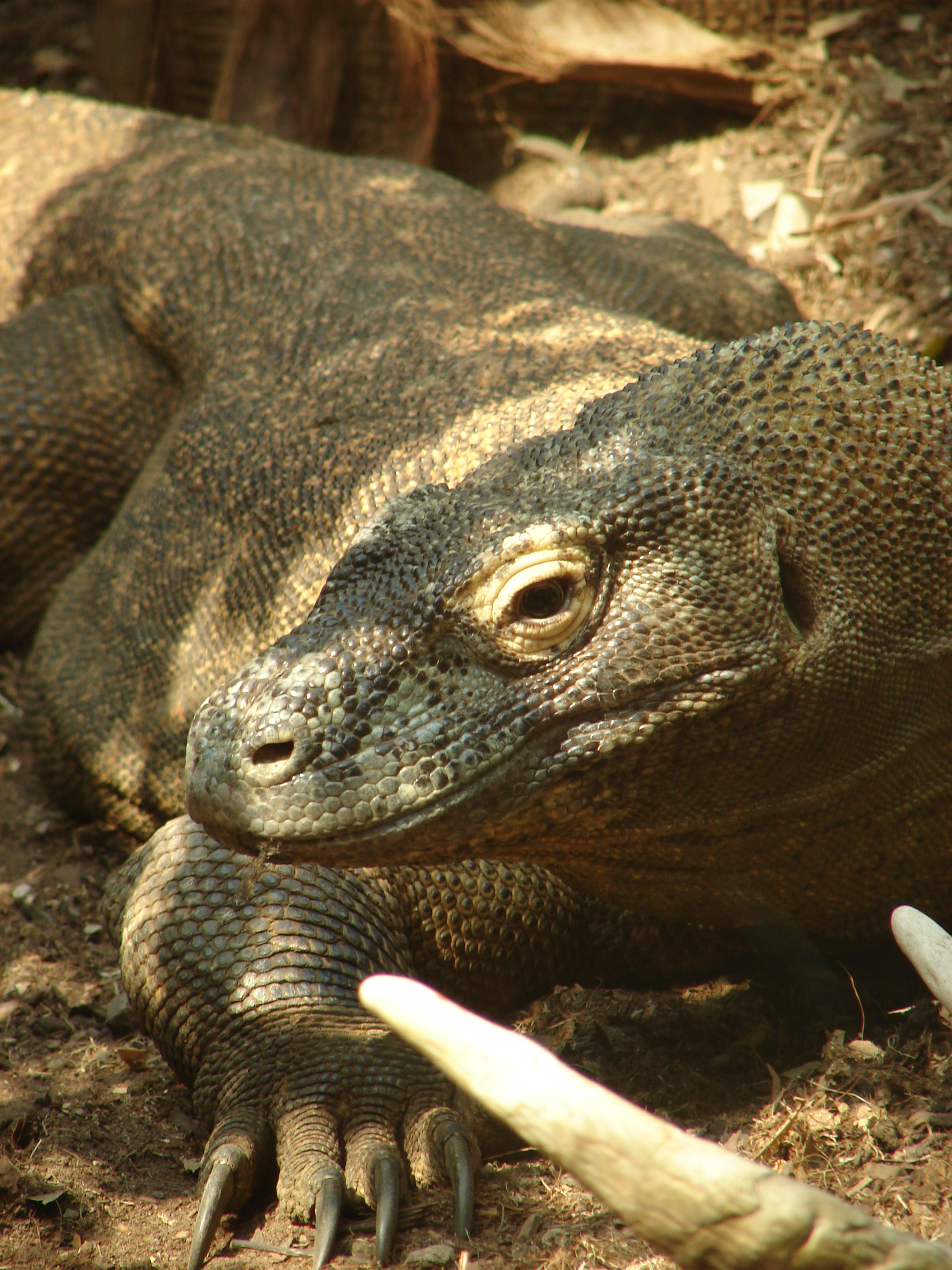
Raja, il maschio di drago di Komodo originale

L'habitat dei draghi di Komodo dello zoo di Londra venne inaugurato da Sir David Attenborough nel luglio 2004. Originariamente, lo zoo possedeva due draghi di Komodo, una femmina di nome Rinka e un maschio di nome Raja. Raja è stato filmato nel suo recinto per una sequenza d'azione nel film di James Bond Skyfall, del 2012. Un nuovo maschio chiamato Ganas (uno dei cuccioli nati per partenogenesi da una delle femmine dello zoo di Chester) si è trasferito a Londra nel 2015, a seguito della morte dei due draghi di Komodo originali. Il recinto di questi animali è progettato per assomigliare al loro habitat naturale, simulando il letto di un fiume asciutto, e al suo interno vengono regolarmente riprodotti i suoni di diversi uccelli indonesiani.
- Drago di Komodo

### B.U.G.S
B.U.G.S. (che sta per Biodiversity Underpinning Global Survival e precedentemente chiamato Web of Life) è una mostra che si tiene in un edificio chiamato The Millennium Conservation Center e mira a educare il pubblico sulla biodiversità. L'edificio ospita oltre 140 specie, la maggior parte delle quali sono invertebrati. Questa mostra include formiche tagliafoglie, vespe gioiello, mantelle dorate, ratti marroni, tarantole golia, locuste del deserto, eterocefali glabri, insetti foglia, meduse quadrifoglio, lumache polinesiane (Partula), lumache giganti africane, grilli delle caverne, coleotteri della frutta e vedove nere. Il Millennium Conservation Center è un edificio costruito nel rispetto dell'ambiente, costruito con materiali che richiedono poca energia per la produzione di energia per il riscaldamento interno degli habitat e della struttura in generale. Nel maggio 2015, una mostra intitolata In With the Spiders è stata aperta nella struttura. Si tratta del primo habitat attraversabile dai visitatori completamente dedicato ai ragni europei. Ospita diversi tipi di ragni tra cui uno dei ragni più a rischio di estinzione del Regno Unito, il ragno zattera maggiore.

### Penguin Beach
Penguin Beach venne inaugurata il 26 maggio 2011 e ospita una colonia di pinguini di Humboldt. Fino a marzo 2017, all'interno dell'habitat era presenta anche un singolo maschio di pinguino saltarocce di nome Ricky che visse insieme alla colonia di Humboldt per qualche tempo, prima di essere trasferito allo ZSL Whipsnade Zoo. La piscina che costituisce l'habitat dei pinguini è attualmente la più grande piscina per pinguini di qualsiasi altro zoo britannico. Penguin Beach è anche disponibile su base pubblica per eventi al di fuori dei normali orari di apertura dello zoo.
- Pinguino di Humboldt

### In with Lemurs
Inaugurata nel marzo 2015, In with the Lemurs è un habitat composto da una grande voliera chiusa che ospita un gruppo di lemuri catta. I visitatori possono facilmente entrare all'interno dell'habitat e avvicinarsi ai lemuri che sono in uno stato di semi-libertà. Questo habitat ospita anche una famiglia di aye-aye che vive nella sezione interna dell'area così come un brachitarso dalla coda bianca e dei tenrec riccio minore. La mostra è progettata per assomigliare ad una foresta di arbusti del Madagascar, con piante come il nespolo e le palme di Chusan.
- Lemure catta
- Aye-Aye
- Brachitarsomio dalla coda bianca
- Tenrec riccio minore

### Meet the Monkeys
Aperto dai comici Noel Fielding e Julian Barratt di The Mighty Boosh nel 2005, Meet the Monkeys è un recinto pedonale che ospita una truppa di saimiri boliviani. Quest'habitat non ha un tetto e non ci sono confini tra le scimmie e i visitatori. È il recinto più meridionale dello zoo.
- Saimiri boliviano

### Butterfly Paradise

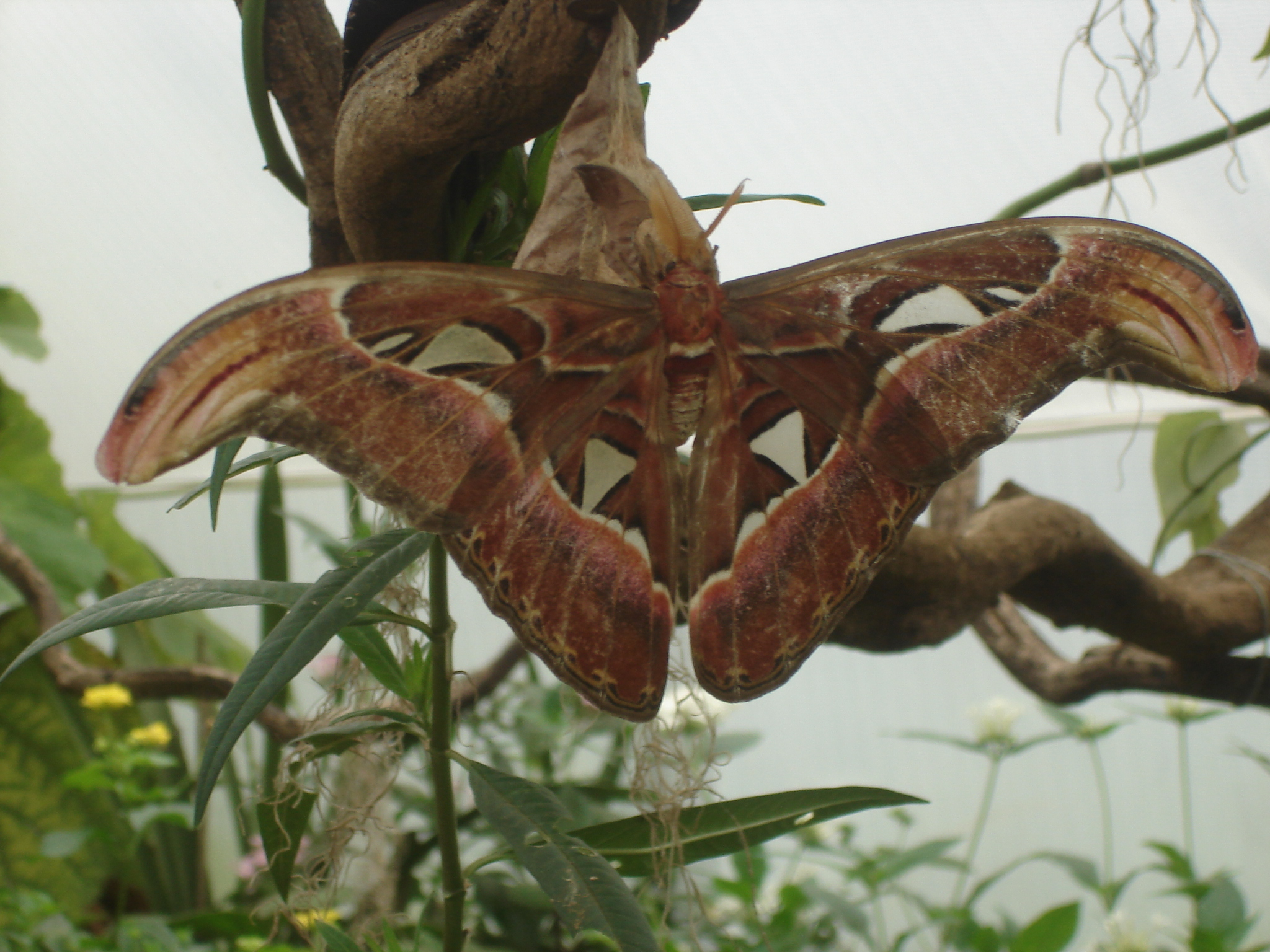
Una falena atlante al Butterfly Paradise

Inaugurato nel maggio 2006, Butterfly Paradise ospita diverse specie di farfalle e falene provenienti da tutto il mondo, oltre a specie vegetali appositamente selezionate per fornire nettare e aree di riproduzione per gli insetti. Le specie in mostra includono la farfalla clipper, la morfo blu, la falena atlante, la alilunghe zebrata, la farfalla ali di vetro e la farfalla postino. La mostra presenta anche un incubatoio per i bruchi e una vetrina per le pupe ed i crisalidi, dove i visitatori possono assistere a diversi tipi di pupe e allo sviluppo della metamorfosi delle farfalle.

### African Bird Safari
L'African Bird Safari venne inaugurato nel 2005 come riqualificazione della vecchia casa delle cicogne e degli struzzi, sostituendo i recinti ormai obsoleti per i moderni standard degli zoo. Si tratta di una voliera pedonale che ospita varie specie di uccelli africani, tra cui il bucero di von der Decken, alzavole di Bernier, dendrocigne fischianti, cicogne di Abdim, turachi di Fischer, umbrette, ibis eremita, storno superbo, ghiandaia marina ventreblu e ghiandaie marine pettolilla.
- Oca caruncolata
- Alzavola di Bernier
- Turaco di Fischer
- Dendrocigna fischiante
- Cicogna di Abdim
- Umbretta
- Bucero di von der Decken
- Ghiandaia marina ventreblu
- Ghiandaia marina ventrelilla
- Ibis eremita

### Monkey Valley

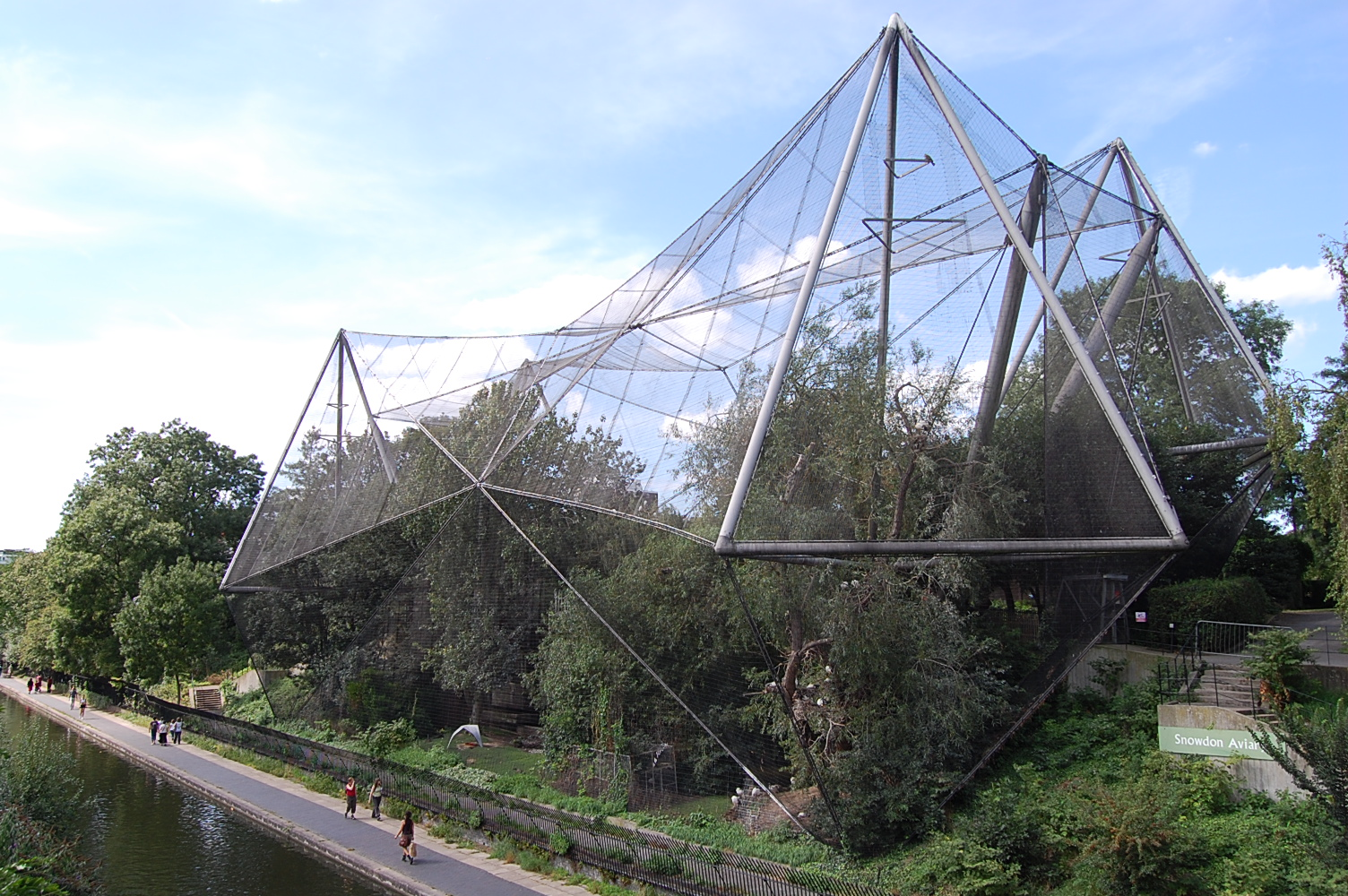
La Snowdon Aviary

La Snowdon Aviary è una grande voliera progettata da Cedric Price, Frank Newby e Antony Armstrong-Jones, 1º conte di Snowdon, costruita tra il 1962 e il 1964 e aperta nel 1965. Fu la prima voliera pubblica della Gran Bretagna, e ospitava principalmente uccelli acquatici, gru e ibis. È costruito con una struttura piramidale in alluminio che raggiunge i 21 metri d'altezza. Nel 2021, la voliera è stata riqualificata ed ora chiamata "Monkey Valley", aperta al pubblico nell'agosto 2022 e ospita una truppa di guereze mantellate. La struttura è ora patrimonio storico.

### Blackburn Pavilion
Il Blackburn Pavilion è una voliera che ospita una gran varietà di uccelli tropicali a tema foresta pluviale che è stata inaugurata nel marzo 2008, come ristrutturazione della vecchia casa degli uccelli dello zoo. L'edificio fu originariamente costruito nel 1883, come rettilario. Il padiglione ospita cinquanta diverse specie di uccelli esotici, tra cui la tortora di Socorro, are scarlatti, turachi blu maggiore, colomba pugnalata di Mindanao, turachi dalla cresta rossa, turachi violetti, ibis scarlatti, gura di Vittoria, tucani dalla gola bianca, nettarinia splendida, avocette, barbette testarossa, usignoli del Giappone e kookaburra dalle ali blu. Fuori dall'ingresso c'è uno degli elementi di spicco del padiglione, un grande orologio elaborato di Tim Hunkin.
- Turaco di Hartlaub
- Storno viola
- Tucano golabianca
- Cossypha albicapilla
- Storno dal petto dorato
- Gura di Vittoria
- Usignolo del Giappone
- Cavaliere nordamericano
- Bucero di Von der Decken
- Ibis rosso
- Tanagra del Brasile
- Gallicolumba crinigera
- Colomba frugivora bella
- Tortora di Socorro
- Tordo dalla testa arancione
- Colomba frugivora testanera
- Reginetta azzurra
- Storno di Bali
- Ittero di Montserrat
- Rul-rul
- Tortora smeraldina comune
- Nettarinia pettirossa
- Colomba frugivora superba
- Beccogrosso ultramarino
- Tessitore collonero
- Tarabuso del sole
- Oca pigmea africana
- Garrulo coronato
- Pitta dal cappuccio
- Alzavola ottentotta
- Storno ametista
- Bulbul dai mustacchi rossi
- Cardinale dal cappuccio rosso
- Jacana africana

### Altro
Altri animali importanti ospiti dello zoo di Londra includono buceri dal becco rosso, nibbi bruni, sparviero serpentario africano, potamocero dai ciuffetti, ara giacinto, ara golablu, ara militare, serpentari, lontra dalle piccole unghie orientale, renna e formichieri giganti. È stata presente allo zoo anche Winnipeg, orsetto da cui ha origine il nome di Winnie the Pooh.

## Progetti futuri
Lo zoo prevede di creare una migliore accessibilità per i visitatori, che comporterà il trasferimento dell'ingresso principale dello zoo a est, adiacente alla Broad Walk di Regent's Park. Nel novembre 2016, Foster + Partners furono incaricati di riqualificare e aggiornare la Snowdon Aviary, rendendola più adatta alle nuove norme per gli zoo ed integrare nel suo design degli spazi per dei colobi.